# Halmajugra
Halmajugra è un comune dell'Ungheria di 1.293 abitanti (dati 2001). È situato nella contea di Heves.